# Rectoria (Sant Pere de Torelló)
La Rectoria és una casa de Sant Pere de Torelló (Osona) protegida com a Bé Cultural d'Interès Local.

## Descripció
Es tracta d'un edifici entre mitgeres, de planta baixa, pis i golfes. Les obertures es distribueixen simètricament en eixos verticals. Prové de la transformació de sagrers en habitatges i tallers per a oficis artesanals de l'època feudal. Correspon a un creixement de la ciutat del tipus "agrupat", que conforma espais públics molt irregulars i carrers estrets, perfectament adaptats a la topografia.